# Poběžovice u Přelouče
Poběžovice u Přelouče település Csehországban, a Pardubicei járásban. Poběžovice u Přelouče Přelouč, Jedousov, Choltice és Lipoltice településekkel határos. Lakosainak száma 125 fő (2024. január 1.).

## Népesség
A település lakosságának változását az alábbi diagram mutatja:
| Lakosok száma | 185  | 156  | 181  | 130  | 104  | 85   | 90   | 106  | 120  | 125  |
|               | 1869 | 1900 | 1921 | 1961 | 1980 | 2011 | 2016 | 2019 | 2021 | 2024 |